# Mississauga

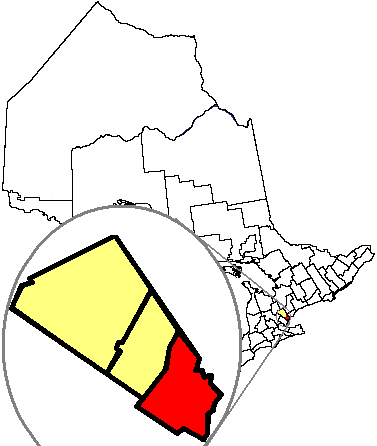
Lage Missisaugas in der Peel Regional Municipality

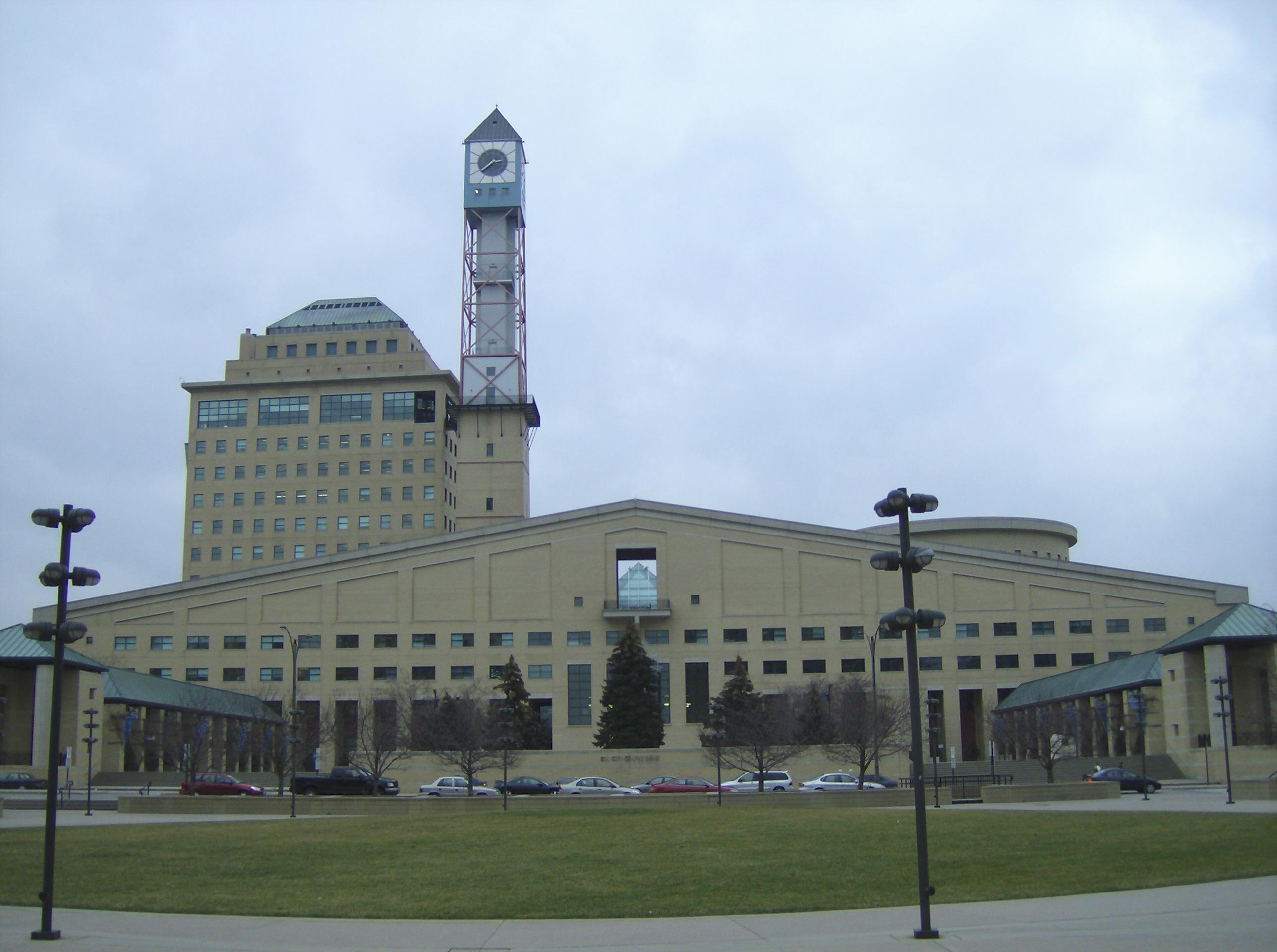
Rathaus

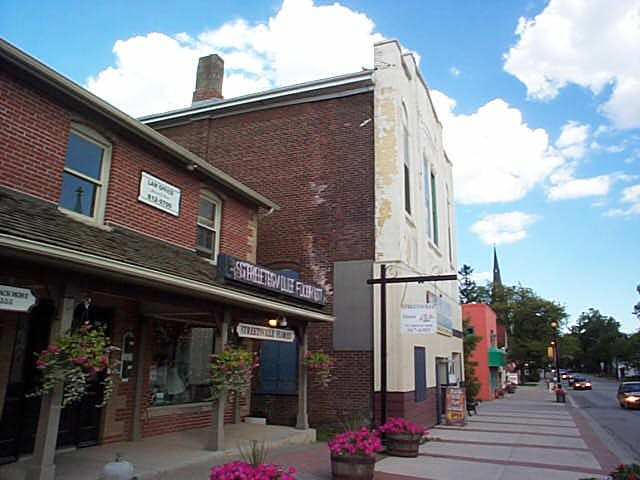
Das historische Dorf Streetsville in Mississauga

Mississauga [ˌmɪsɪˈsɔːɡə] ist eine kanadische Großstadt westlich von Toronto in der Provinz Ontario mit 721.599 Einwohnern (Stand: 2016) auf einer Fläche von 292,43 km². Sie ist einwohnerbezogen die sechstgrößte Stadt Kanadas.

## Geschichte
Der Name der Stadt leitet sich von den Mississauga-Indianern her (einer Untergruppe der Anishinabe), denen das Land Anfang des 19. Jahrhunderts abgekauft wurde.
Sie wurde 1805 besiedelt und erhielt 1974 das Stadtrecht.
Die meisten historischen Gebäude Mississaugas befinden sich in Streetsville, das als „Village in the City“ bezeichnet wird. Es ist benannt nach Timothy Street, der dieses Gebiet 1824 für seine Dienste von der britischen Regierung erhielt.
Von 1932 bis 1978 produzierte die Port-Credit-Raffinerie im Stadtteil Port Credit aus Rohöl Kraftstoffe und Heizöl. Nach einem Großbrand am 2. Oktober 1978 wurde die Raffinerie stillgelegt.
Am 10. November 1979 entgleiste in Mississauga an der Kreuzung Mavis Road/Dundas Street ein Güterzug mit 106 Waggonladungen mit explosiven Giftstoffen der Canadian Pacific Railway. 200.000 Bewohner wurden daraufhin evakuiert, sodass die Stadt für neun Tage stellenweise einer Geisterstadt glich. Dies war nach dem Hurrikan Katrina 2005 in New Orleans die weltweit größte Evakuierung in Friedenszeiten (siehe auch Eisenbahnunfall von Mississauga).

## Wirtschaft und Infrastruktur

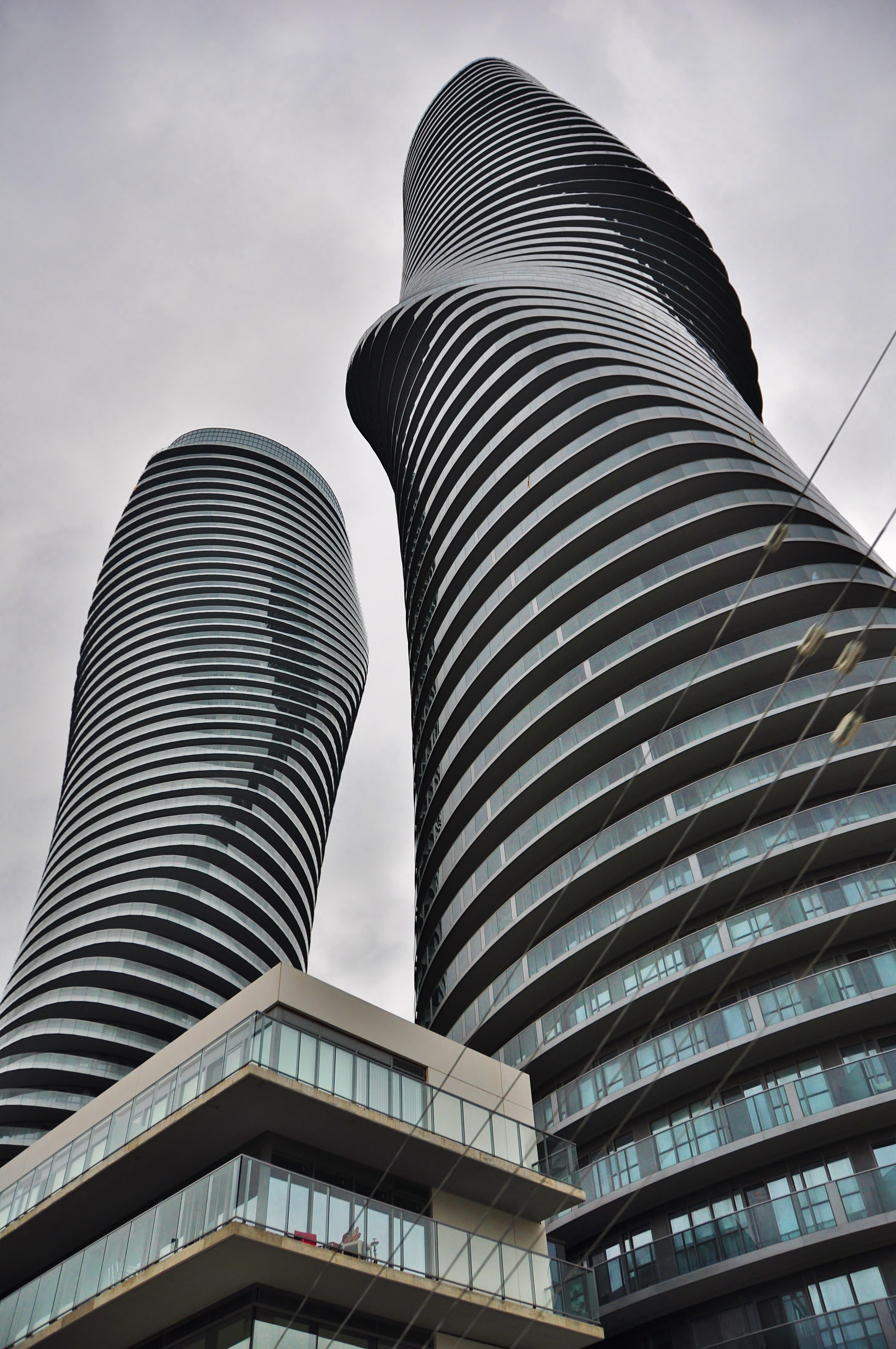
2012: Absolute World Towers

Hauptarbeitgeber ist der in diesem Verwaltungsgebiet befindliche Großflughafen Toronto Pearson International Airport sowie die dort angesiedelten Unternehmen. Aufgrund der relativen Nähe zu Toronto haben auch viele große Unternehmen ihren Konzernsitz oder ihre kanadische Hauptniederlassung in Mississauga wie die Luft- und Raumfahrtunternehmen Magellan Aerospace und Microsat Systems. Viele Unternehmen der pharmazeutischen Industrie, des Banken- und Finanzdienstleistungssektors sowie aus Elektronik und IT sind in Mississauga angesiedelt. Die Citibank Canada betreibt 2 IT-Zentren in Mississauga. Daneben die TD Bank Financial, die über drei IT-Entwicklungszentren in Mississauga zusammen mit der Royal Bank of Canada betreibt. Microsoft Canada, Hewlett Packard (HP) betreiben eine Niederlassung in der Stadt.
In Mississauga befinden sich mehrere Einkaufsmöglichkeiten, in der Innenstadt. Ein großes Einkaufszentrum, das Square One Shopping Centre mit über 360 Geschäften, Restaurants und Cafés befindet sich zentral gelegen in der Stadt.

## Medien
Mississauga wird primär von den Medien aus Toronto, darunter mehreren Hörfunk- und Fernsehsendern, versorgt. Die Mississauga News, eine regionale Zeitung, wird dreimal pro Woche veröffentlicht sowie täglich online. Eine weitere Zeitung ist die Sunday Times, eine Zeitung für die South Asian Community, die wöchentlich und auch online veröffentlicht wird.
FM 91.9 (CFRE-FM) ist ein Campus-Radiosender, welcher von dem örtlichen Campus der University of Toronto mit geringer Sendeleistung sendet.
TV-Sender die direkt aus Mississauga senden:
- Rogers Television, betreibt einen Community Channel
- The Shopping Channel, sendet von Mississauga aus.
- Bite TV, Kanadas erster interaktiver Fernsehsender.
- RawalTV, Kanadas erster kanadischer/asiatischer Fernsehsender.

## Bildung

### Hochschulen
Die University of Toronto Mississauga (UTM/Erindale College) betreiben einen Campus in Mississauga, auf dem rund 10.000 Studenten eingeschrieben sind. Dabei handelt es sich um eine der drei Campusanlagen der Universität. Seit 2002 steigen die Studentenzahlen jährlich konstant um 1000 Studenten an.
Das Sheridan College Toronto unterhält in Mississauga den  Hazel McCallion Campus mit 7.000 Studierenden auf einer Fläche von rund 34.000 m2. Angeboten werden Bachelorstudiengänge in verschiedenen Fachrichtungen, u. a. in Informatik, Animation und Design, Business, Gesundheits- und Sozialwissenschaften. Der Campus befindet sich nördlich des Living Arts Centre am Duke of York Boulevard.

### Schulen
Mississaugas Schulen unterstehen dem Peel District School Board und dem Dufferin-Peel Catholic District School Board. Zusammen betreiben diese rund 150 Schulen, darunter Grund- und weiterführende Schulen bis Klasse 12 (High School).

## Sport
Mississauga ist die Heimstätte der Eishockeymannschaft Mississauga St. Michael’s Majors, diese spielt seit 2007 in der Ontario Hockey League. Mississauga war zuvor die Heimstätte der Mississauga IceDogs zwischen 1999 und 2007, bevor diese nach St. Catharines umzogen und zu Niagara IceDogs transformiert wurden. Das Hershey Centre ist das größte Sport- und Veranstaltungszentrum, welches 1999 eröffnet wurde. In dieser Halle trainieren auch heute noch die Mississauga St. Michael’s Majors. Weitere Hockeyteams sind die Frauenhockey Mississauga Chiefs, die im Canadian Women’s Hockey League spielen.

## Verkehr

### Bus

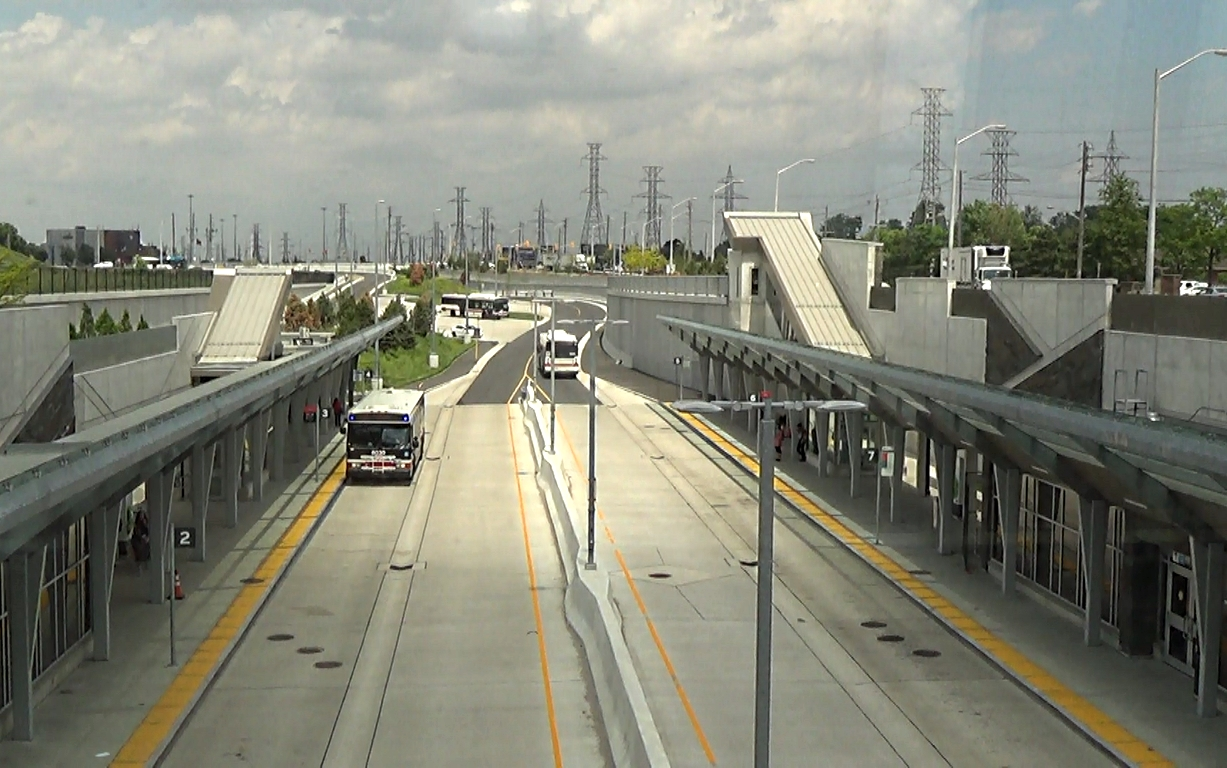
Haltestelle an der Bus-Rapid-Transit-Strecke

Der öffentliche städtische Personennahverkehr wird von MiWay (Mississauga Transit) betrieben. MiWay bietet mehrere Verbindungen innerhalb der Stadt sowie Verbindungen zu wichtigen größeren Umsteigemöglichkeiten. Es gibt Bus-Rapid-Transit-Linien, die auf eigenen Spuren und Straßen fahren. MiWay bietet von Mississauga aus Verbindungen zum Toronto Subway und Schnellbahn-System an. Des Weiteren zu anderen Verkehrsverbünden wie GO Transit, Oakville Transit, Brampton Transit und der Toronto Transit Commission (TTC).

### Highways

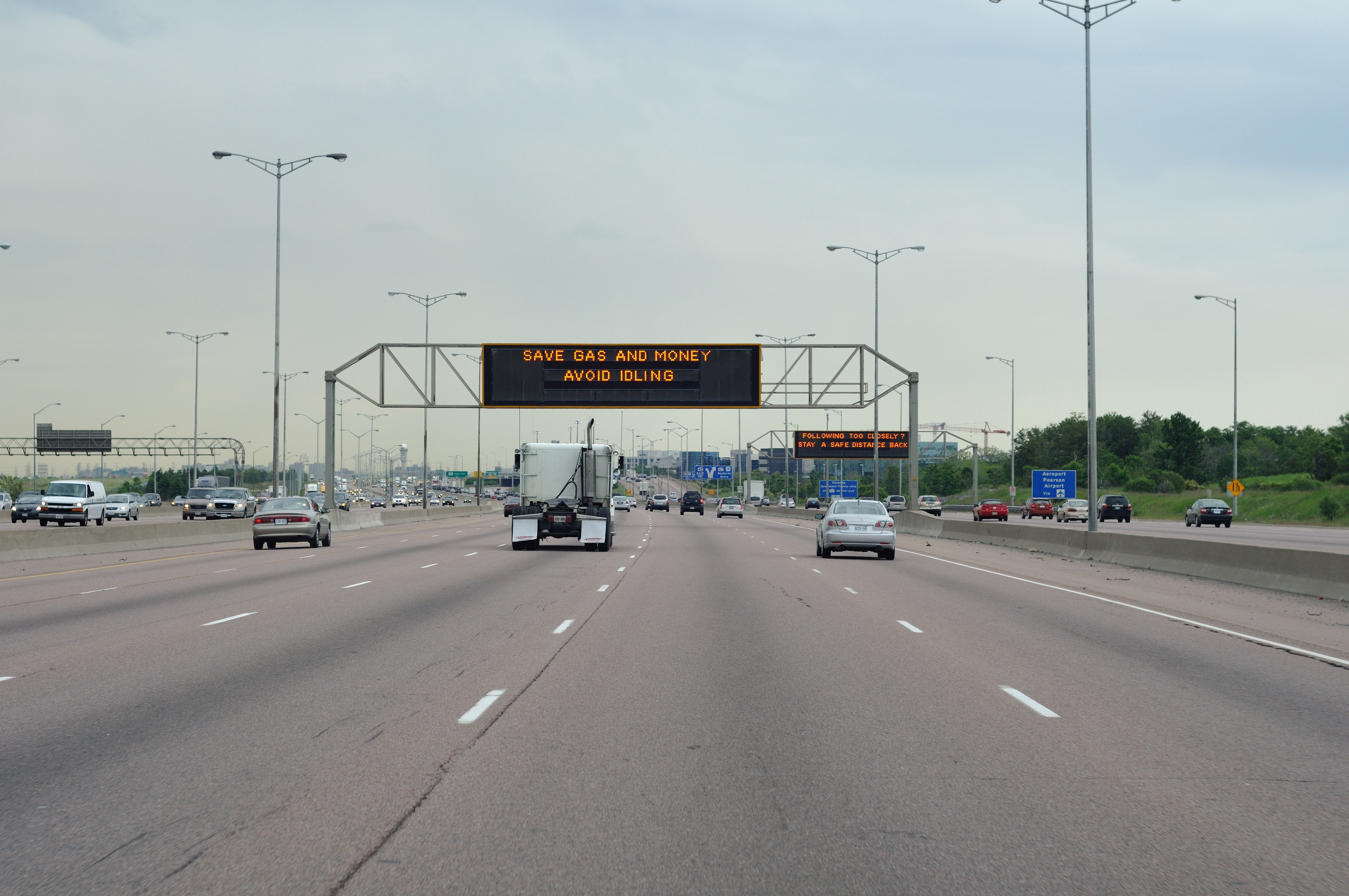
Der 18-spurige Highway 401 in Mississauga in der Nähe des Pearson International Airport ist einer der größten und meistbefahrenen der Welt.

Der Highway 401 (Macdonald – Cartier Freeway) verbindet Windsor mit Québec und verläuft durch Mississaugas nördlichen Stadtteil. Der östliche Stadtteil ist mit dem collector/espress way verbunden und dient als Zubringer auf den Highway 403. Der Queen Elizabeth Way verläuft durch die südliche Hälfte der Städt. Der Highway 403 verläuft weiter nördlich und führt auf den Highway 410, der nach Brampton führt. Teile des Highway 409 beginnen in der Stadt und verbinden diese mit dem Toronto Pearson Airport.

### Flugverbindungen
Der Toronto Pearson International Airport (YYZ) befindet sich nordöstlich in Mississauga und ist ein wichtiges internationales Drehkreuz. Neben Air Canada und Westjet Airlines fliegen diesen Flughafen viele verschiedene Fluggesellschaften an. Der Flughafen bietet mehrere regionale, nationale und internationale Flugziele an. Es ist der größte Flughafen Kanadas mit mehr als 30 Millionen Passagieren jährlich.

### Zugverbindungen
Mississauga liegt zentral zwischen drei Bahnhöfen mit wichtigen Zugverbindungen vorhanden sind. Diese werden von den Eisenbahngesellschaften Canadian National Railway und Canadian Pacific Railway und Metrolinx bedient. Des Weiteren betreibt VIA Rail Canada eine Verbindung zwischen Québec und Windsor. Die nächstgelegenen Bahnhöfe befinden sich in Brampton, Oakville und Toronto.

## Städtepartnerschaften
- Kariya, Japan, seit 1981

## Persönlichkeiten

### Söhne und Töchter der Stadt
- Bianca Andreescu (* 2000), Tennisspielerin
- Jasmine Baird (* 1999), Snowboarderin
- Dylan Bibic (* 2003), Radsportler
- Brad Boyes (* 1982), Eishockeyspieler
- Dillon Brooks (* 1996), Basketball-Profi
- Leya Buchanan (* 1996), Sprinterin
- Anthony Carelli (* 1979), Profiwrestler
- Mike Chaloupka (* 1971), Volleyball- und Beachvolleyballspieler
- Brittany Crew (* 1994), Kugelstoßerin
- Chris DeSousa (* 1990), Eishockeyspieler
- Vince Dunn (* 1996), Eishockeyspieler
- Matt Dzieduszycki (* 1980), Eishockeyspieler
- Robby Fabbri (* 1996), Eishockeyspieler
- Jonelle Filigno (* 1990), Fußballspielerin
- Richard Harmon (* 1991), Schauspieler
- Allison Higson (* 1973), Schwimmerin
- Susanne Hou (* 1977), Violinistin
- Ryan Johnson (* 1974), Freestyle-Skier
- Leila Josefowicz (* 1977), Violinistin
- Jane Kerr (* 1968), Schwimmerin
- Thomas Laird Kennedy (1878–1959), Premierminister von Ontario
- Silken Laumann (* 1964), Rudersportlerin
- Daina Levy (* 1993), jamaikanische Hammerwerferin
- Brittany MacLean (* 1994), Schwimmerin
- Shawn Matthias (* 1988), Eishockeyspieler
- Natassha McDonald (* 1997), Sprinterin
- Michael McLeod (* 1998), Eishockeyspieler
- Ryan McLeod (* 1999), Eishockeyspieler
- Kira Misikowetz (* 1979), Eishockeyspielerin und -trainerin
- Christopher Morales Williams (* 2004), Sprinter
- Carmelina Moscato (* 1984), Fußballspielerin und -trainerin
- Owen Pallett (* 1979), Violinist und Sänger
- Nick Paul (* 1995), Eishockeyspieler
- Jason Pinizzotto (* 1980), Eishockeyspieler
- Owen Power (* 2002), Eishockeyspieler
- Maitreyi Ramakrishnan (* 2001), Schauspielerin
- Adamo Ruggiero (* 1986), Schauspieler
- Kyle Schmid (* 1984), Schauspieler
- Kris Sparre (* 1987), Eishockeyspieler
- Jason Spezza (* 1983), Eishockeyspieler
- Marina Stakusic (* 2004), Tennisspielerin
- Nik Stauskas (* 1993), Basketballspieler
- Dylan Strome (* 1997), Eishockeyspieler
- Ryan Strome (* 1993), Eishockeyspieler
- Billy Talent, kanadische Punk-/Alternative Band
- John Tavares (* 1990), Eishockeyspieler
- T. J. Trevelyan (* 1984), Eishockeyspieler
- Katie Vincent (* 1996), Kanutin
- Erin Woodley (* 1972), Synchronschwimmerin

### Sonstige
- Hazel McCallion (Hurricane Hazel; 1921–2023) war von 1978 bis 2014 Bürgermeisterin der Stadt.
- Jazz-Pianist Oscar Peterson (1925–2007) starb in Mississauga.
- Der Musiker Phil Xenidis verbrachte seine Kindheit und Jugend in Mississauga.